# Cseke László (labdarúgó)
Cseke László (Bonyhád, 1975. augusztus 24. –) magyar labdarúgó.

## Pályafutása
Profi labdarúgó pályafutását az NB II-ben a Szekszárd Polgári SE csapatában kezdte, majd az első osztályban aBVSC Budapest játékosaként lépett először pályára. Onnan Dunaújvárosba került, ahol fél év után feljutott a csapat az NB 1-be, majd 2 évvel később az NB 1-et is megnyerte. A kevesebb játéklehetőség miatt Celldömölkre került, ahol 2 évet töltött a másodosztályban. (A két év alatt a másodosztályban a legeredményesebb celldömölki labdarúgó lett.) Ezek után újra az első osztályba került előbb a Békéscsaba, később pedig a Sopron játékosaként. 2 év eltelte után újra az NB II-ben folytatta karrierjét, előbb Mosonmagyaróvár, majd ismét Celldömölk, végül az Ajka középpályásaként fejezte be magyarországi profi pályafutását. Magyarországon az első és másodosztályban összesen 209 mérkőzést játszott, amelyen 56 gólt szerzett. Jelenleg Ausztriai amatőr bajnokságban játszik, ahol először a Neumarkt-Kallham játékosa volt, majd az SK Altheim csapatában és a SV Pichl csapatában játszott. 2012 nyarától az Union Haag labdarúgócsapatának a játékosa. Az osztrák amatőr labdarúgó bajnokságban eddig 102 mérkőzést játszott, amelyen 69 gólt szerzett, 2013/14-es Labdarúgó Osztrák Amatőr Bajnokságban (Oberösterreich 1.Liga Nordwest) a Haag am Hausruck játékosaként 39 évesen gólkirály lett, 25 mérkőzésen szerzett 29 góljával.

## Sikerei, díjai
- Magyar bajnokság
  - bajnok: 1999–00

2013/2014 idényben ( Ober- Österreich 1. Liga Nordwest)
```
az ősz játékosa 
```

http://www.fanreport.com/at/ooe/liga/1-klasse-nord-west/news/spieler-des-herbstes-union-haag-h-laszlo-cseke-126961
2013/2014 idény gólkirálya 29 góllal ( Ober-Österreich Nordwest)
https://www.ofv.at/Portal/Datenservice/Tabellen-Ergebnisse/OOEFV-1Liga-1NW/Torschuetzen/aktuell/2014 Archiválva 2020. július 21-i dátummal a Wayback Machine-ben